# Scott Baio
Scott Vincent James Baio, född 22 september 1960 i Bay Ridge i Brooklyn i New York är en amerikansk skådespelare. Han är känd för sin roll som Chachi Arcola i sitcomen Gänget och jag (1977–1984) och för att ha spelat huvudrollen i sitcomen Charles in Charge (1984–1990), Dr Jack Stewart i dramaserien Diagnos mord (1993–1995), och titelrollen i musikalfilmen Bugsy Malone (1976), vilket var hans debut.

## Filmografi
- 1976 – Bugsy Malone
- 1977–1984 – Gänget och jag (TV-serie) (130 avsnitt)
- 1979 – Fantasy Island (TV-serie) (1 avsnitt)
- 1980 – Foxes – tjejmaffian
- 1983 – Hotellet (TV-serie) (1 avsnitt)
- 1984–1990 – Charles in Charge (TV-serie) (126 avsnitt)
- 1985 – Stuntmannen (TV-serie) (1 avsnitt)
- 1989 – Huset fullt (TV-serie) (1 avsnitt)
- 1993–1995 – Diagnos mord (TV-serie) (41 avsnitt)
- 1998 – The Nanny (TV-serie) (1 avsnitt)
- 2000 – Veronica (TV-serie) (2 avsnitt)
- 2005–2013 – Arrested Development (TV-serie) (5 avsnitt)
- 2005 – Cursed
- 2014 – Sam & Cat (TV-serie) (1 avsnitt)